# Марий Росен
Марий Росен Григоров, повече известен само като Марий Росен, е съвременен български актьор и режисьор, поет, автор на стихове за песни и музикант.
Роден е в Москва на 26 март 1977 година. Завършва „Театрална режисура“ в класа на Стоян Камбарев и Юлия Огнянова в НАТФИЗ „Кр. Сарафов“ през 2000 г.
В обществото Григоров е известен с имената Марий Росен, често възприемано като съчетание от 2 имена: лично и фамилно.

## Театрално творчество
Режисьор
Поставил е спектаклите: 
- „Нещастните усилия на любовта“ по Уилям Шекспир (Театър „Ла Страда“)
- „Лунни ангели“, авторски спектакъл (Театър 199)
- „Жираф“, авторски спектакъл (Сатиричен театър)
- „Бели нощи“ по Достоевски (Сатиричен театър)
- „Сесил“ по Жан Ануи (Сатиричен театър)
- „О2“ по Карл Джераси (Сатиричен театър)
- „Пластилин“ по Василий Сигарев (Сатиричен театър)
- „Вишневите хора“ по Антон Чехов (Нов български университет)
- „Дишай“ по Дънкан Макмилан (Сфумато)[3]
- „Бартълби“ по Херман Мелвил (Топлоцентрала)[4]

Марий Росен е инициатор и режисьор на пърформансите „Раждането на новото слънце“, изпълнен в Зимната градина на Външно министерство и „Бленуване“, представен в Голяма зала на Национална Художествена Академия. Също поставя в рамките на Литературни срещи в София, юни 2022 г. четири перформанс-постановки по разкази на Олга Токарчук.
Заедно с режисьорката Валерия Вълчева работи над проектите „200 000 години“ – театрален пърформанс по Чехов, показан в изоставената сграда на бившия музей на Революционното дело; „Дълбоко високо“ по текстове на Рембо и Метерлинк, игран в параклиса на Националната художествена галерия; „Трагедия за Ромео и Жулиета“, създаден специално за GoATMILK Festival в село Бела Речка, и „Хамлет“, осъществен в Националната художествена академия.
Актьор
Марий Росен участва като актьор в постановките:
- „Дългият път на деня към нощта“ (реж. Юлия Огнянова)
- „Януари“
- „Три сестри“ (реж. Стоян Камбарев)
- „Комедия от грешки“
- „Битката“ (реж. Димитър Недков)
- „Пинокио забравено за деца“ (реж. Веселка Кунчева)
- „Радован ІІІ“ (реж. Рангел Вълчанов)
- „Укротяване на опърничавата“ (реж. Мариус Куркински)

## Филмово творчество
Сценаристи и режисьори на „Татко“ (2024) - Димитрис Георгиев и Марий Росен. 